# Le Fana de l'Aviation
Le Fana de l'Aviation je francouzský časopis věnovaný letectví a jeho dějinám. Založen byl v květnu 1969 Robertem J. Rouxem a Michelem Marrandem, původně pod názvem "L'album du fanatique de l'aviation", jako první měsíčník tohoto typu ve francouzštině. Posléze bylo jeho vydávání řízeno Sergem Pozzolim. 

## Obsah
Od prvního čísla se časopis rozhodl opustit fotografii na titulní stránce a nahradit ji originální malbou ilustrující hlavní téma příslušného vydání. Každé dva měsíce vycházejí monotematická speciální čísla mimo pravidelnou publikační řadu.